# Bastian Richter

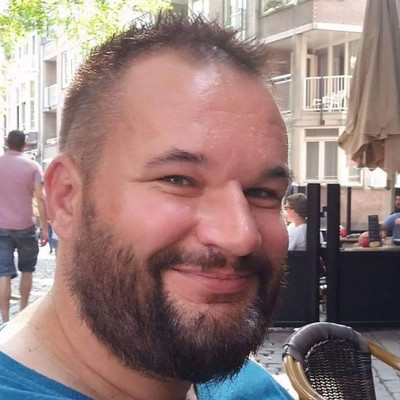
Bastian Richter, November 2022

Bastian Richter (* 19. März 1973 in Leipzig) ist ein deutscher Blogger und Schriftsteller.

## Leben
Bastian Richter wuchs in seiner Geburtsstadt Leipzig auf. Nach Abitur am Wilhelm-Ostwald-Gymnasium begann Richter 1991 zunächst ein Studium in Marburg, wo er die Philipps-Universität Marburg besuchte und Medienwissenschaft, Rechtswissenschaft und Anglistik studierte. Ab 1995 war er unternehmerisch tätig, zunächst in Marburg und ab 2000 in Berlin.
2013 zog er nach Glarus in die Schweiz. Auf den Erfahrungen seiner Zeit dort basiert sein semi-autobiographisches Buch Ennethürbi – Ein Jahr unter Schweizern, das 2017 erschien. 2017 zog er in die Niederlande. Er ist Autor der Krimireihe Mafalda Cinquetti.
Bastian Richter ist verheiratet und lebt in der Provinz Friesland in den Niederlanden.

## Veröffentlichungen
- Ennethürbi – Ein Jahr unter Schweizern. Umbelico, Amsterdam 2017, ISBN 978-1-9732-5403-4.[2]
- Hercule Le Rat – Leben mit meiner Ratte. Umbelico, Amsterdam 2019, ISBN 978-1-7919-6255-5.
- In 25 Jahren werde ich 70. Huffington Post, München 2018.[3]
- Absolut abhängig. Huffington Post, München 2019.[4]
- Heimkehr nach Poggibonsi. Umbelico, Amsterdam 2019, ISBN 978-1-6874-3638-2.
- Mary Crestwick Blythemore – Heimkehr nach Windermere. Umbelico, Amsterdam 2019, ISBN 978-1-6874-4474-5.
- Brian Blackhawk – Coming Home. Himmelstürmer-Verlag, Binnen, 2021, ISBN 978-3-86361-903-9.[5]
- Mary Crestwick Blythemore – 60 Jahre und ein Tag. Umbelico, Amsterdam 2021, ISBN 979-8-5562-3182-5.
- Mafalda Cinquetti und die Dame mit Hund. Bastei Lübbe, Köln 2023, ISBN 978-3-404-18961-8.[6]
- Mafalda Cinquetti und das faule Ei. Bastei Lübbe, Köln 2024, ISBN 978-3-404-19366-0.[7]
- Mafalda Cinquetti und die harte Schale. Edicola Sestieri, Amsterdam 2025, ISBN 978-3-8192-2622-9.[7]